# Aston Villa Women Football Club
L'Aston Villa Women Football Club és l'equip de futbol femení de l'Aston Villa, que juga actualment a la Women's Super League anglesa. El club es va fundar el 1973, originàriament anomenat Solihull FC, es va afiliar a l'Aston Villa el 1989 amb el nom de Villa Aztecs, i es va convertir en l'equip oficial femení de l'Aston Villa el 1996.

## Història
El 5 de maig de 2013 l'equip va assolir el seu major èxit en guanyar el seu primer trofeu, la Women's Premier League Cup, derrotant al Leeds United Ladies per 5–4 als penals. El 2014 van ser un dels deu equips que van ser escollits a la Women's Super League 2, que el 2018 va passar a nomenar-se Women's Championship.
El 4 de juliol de 2019, l'equip va passar a anomenar-se oficialment Aston Villa Women Football Club. La temporada 2019-2020, l'Aston Villa W.F.C va guanyar l'ascens a la Women's Super League i va entrar a la màxima categoria del futbol femení per primera vegada des del 2004. Per a la temporada 2022-2023, l'equip femení va jugar quatre dels seus onze partits a casa al Villa Park, on juga l'equip masculí.